# Chilothorax brancoi
Chilothorax brancoi är en skalbaggsart som beskrevs av Baraud 1981. Chilothorax brancoi ingår i släktet Chilothorax och familjen Aphodiidae. Inga underarter finns listade i Catalogue of Life.